# Sinus

Sinusfunktionen kan tolkas som projektionen på y-axeln av en punkt på enhetscirkeln, bestämd av medelpunktsvinkeln ω

Sinus, betecknad sin, är en trigonometrisk funktion. För en enhetsvektor som bildar vinkeln ω med x-axeln i ett tvådimensionellt kartesiskt koordinatsystem anger sin(ω) vektorns y-koordinat. Den var ursprungligen en avbildning av en av de spetsiga vinklarna i en rätvinklig triangel på kvoten mellan motstående katet och triangelns hypotenusa.
Sinusfunktionen är en udda och periodisk funktion med perioden 2π. Den är nära sammankopplad med cosinusfunktionen samt exponentialfunktionen och sinus hyperbolicus.
Sinusfunktionen är vanligt förekommande i beskrivningar av mekaniska och andra fysikaliska system, vilket beror på att den harmoniska svängningsrörelsen som beskrivs av
{\displaystyle y=A\sin(\omega t+\varphi )}
är den mest grundläggande naturliga svängningsrörelsen.

## Analytiska egenskaper
Sinus är en udda funktion och periodisk med perioden 2π . Den har derivatan
{\displaystyle {\frac {d}{dx}}\sin x=\cos x}
och den primitiva funktionen
{\displaystyle \int \sin x\;dx=-\cos x.}
Sinus är en elementär, överallt analytisk funktion som för godtyckliga komplexa argument kan definieras i termer av exponentialfunktionen som
{\displaystyle \sin z={\frac {e^{iz}-e^{-iz}}{2i}}}
med tillhörande Taylorserie
{\displaystyle \sin z=\sum _{n=0}^{\infty }{\frac {(-1)^{n}z^{2n+1}}{(2n+1)!}}=z-{\frac {z^{3}}{3!}}+{\frac {z^{5}}{5!}}-{\frac {z^{7}}{7!}}+\ldots }
För imaginära tal h gäller även att
{\displaystyle \ \mathrm {Im} (e^{h})=\sin(\mathrm {Im} (h)).}
Omkring z = 0 har sin z följande utseende i det komplexa talplanet:

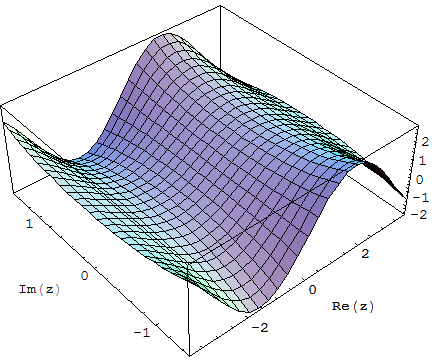
Realdel
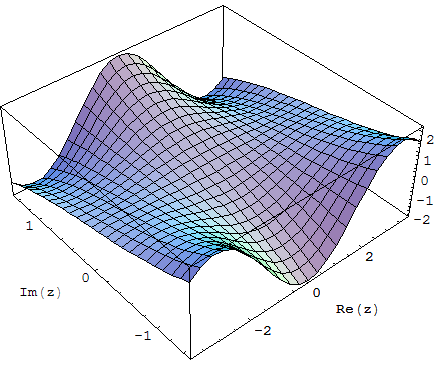
Imaginärdel
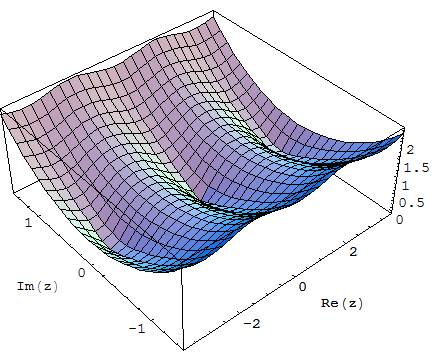
Absolutvärde

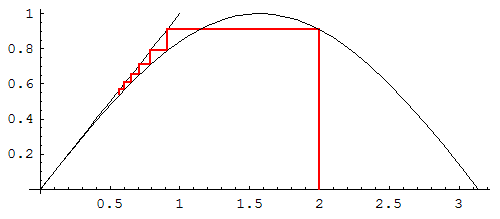
Fixpunktsiteration av x_{n+1} = sin x_{n} med startvärdet x_{1} = 2.

Sinusfunktionen har den triviala fixpunkten x = 0 för alla reella begynnelsevärden. Med andra ord är x = 0 den enda reella lösningen till ekvationen x = sin x. (Motsvarande punkt för cosinus är x ≈ 0,73908513.)
Sinusfunktionen kan representeras som ett kedjebråk
{\displaystyle \sin x={\cfrac {x}{1+{\cfrac {x^{2}}{2\cdot 3-x^{2}+{\cfrac {2\cdot 3x^{2}}{4\cdot 5-x^{2}+{\cfrac {4\cdot 5x^{2}}{6\cdot 7-x^{2}+\ddots }}}}}}}}}
Alla dessa analytiska sammanhang kräver att argumentet x uttrycks i radianer.

## Serier och integraler innehållande sinus
Sinus uppfyller
{\displaystyle \sum _{n=1}^{\infty }{\frac {\sin n}{n}}={\frac {\pi -1}{2}}.}

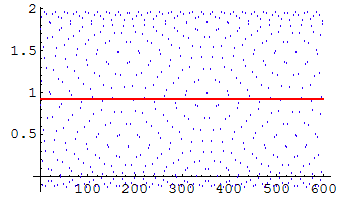
Värdet av sin 1 + sin 2 + ... + sin n som en funktion av n (blå punkter), samt medelvärdet ≈ 0,915 (röd linje).

Delsummorna till den divergenta serien
{\displaystyle \lim _{N\to \infty }s_{N}=\sum _{n=1}^{N}\sin n}
ligger spridda kring ett medelvärde
{\displaystyle a=\lim _{n\to \infty }\;{\frac {1}{2}}\,[\max(s_{1},\ldots ,s_{n})+}
{\displaystyle +\min(s_{1},\ldots ,s_{n})]=0\mathrm {,} 91524386\ldots }
Detta värde kan beräknas exakt genom att summera den divergenta serien som en geometrisk serie:
{\displaystyle a=\sum _{n=1}^{\infty }\sin n=\mathrm {Im} \left[\sum _{n=1}^{\infty }e^{ni}\right]=\mathrm {Im} \left[-{\frac {e^{i}}{e^{i}-1}}\right]=\left(2\tan {\frac {1}{2}}\right)^{-1}.}
Arean under en sinuskurva mellan två nollpunkter ges av
{\displaystyle \int _{0}^{\pi }\sin x\,dx=2}
och kurvans längd av 
{\displaystyle \int _{0}^{\pi }{\sqrt {1+\cos ^{2}x}}\,dx=2{\sqrt {2}}\;E\left({\frac {1}{2}}\right)=3\mathrm {,} 82019779\ldots }
där E betecknar en fullständig elliptisk integral.
Två viktiga icke-elementära funktioner är sinusintegralerna,
{\displaystyle {\rm {Si}}(x)=\int _{0}^{x}{\frac {\sin t}{t}}\,dt}
och
{\displaystyle {\rm {si}}(x)=-\int _{x}^{\infty }{\frac {\sin t}{t}}\,dt={\rm {Si}}(x)-{\frac {\pi }{2}}.}
Potenser av sinus kan integreras i termer av den hypergeometriska funktionen 2F1. Specifikt gäller för Re(s) > -1 att
{\displaystyle \int _{0}^{2\pi }\sin ^{s}{x}\;dx=(1+(-1)^{s})\,{\sqrt {\pi }}\;{\frac {\Gamma (1/2+s/2)}{\Gamma (1+s/2)}}}
där Γ betecknar gammafunktionen.

## Exakta värden
| x (vinkel) | x (vinkel)                                 | sin x                                                | sin x |
| ---------- | ------------------------------------------ | ---------------------------------------------------- | ----- |
| Grader     | Radianer                                   |                                                      |       |
| 0°         | 0                                          | {\displaystyle 0}                                    |       |
| 180°       | {\displaystyle \pi }                       | {\displaystyle 0}                                    |       |
| 15°        | {\displaystyle {\frac {\pi }{12}}}         | {\displaystyle {\frac {{\sqrt {6}}-{\sqrt {2}}}{4}}} |       |
| 165°       | {\displaystyle {\frac {11\cdot \pi }{12}}} | {\displaystyle {\frac {{\sqrt {6}}-{\sqrt {2}}}{4}}} |       |
| 30°        | {\displaystyle {\frac {\pi }{6}}}          | {\displaystyle {\frac {1}{2}}}                       |       |
| 150°       | {\displaystyle {\frac {5\cdot \pi }{6}}}   | {\displaystyle {\frac {1}{2}}}                       |       |
| 45°        | {\displaystyle {\frac {\pi }{4}}}          | {\displaystyle {\sqrt {\frac {1}{2}}}}               |       |
| 135°       | {\displaystyle {\frac {3\cdot \pi }{4}}}   | {\displaystyle {\sqrt {\frac {1}{2}}}}               |       |
| 60°        | {\displaystyle {\frac {\pi }{3}}}          | {\displaystyle {\frac {\sqrt {3}}{2}}}               |       |
| 120°       | {\displaystyle {\frac {2\cdot \pi }{3}}}   | {\displaystyle {\frac {\sqrt {3}}{2}}}               |       |
| 75°        | {\displaystyle {\frac {5\cdot \pi }{12}}}  | {\displaystyle {\frac {{\sqrt {6}}+{\sqrt {2}}}{4}}} |       |
| 105°       | {\displaystyle {\frac {7\cdot \pi }{12}}}  | {\displaystyle {\frac {{\sqrt {6}}+{\sqrt {2}}}{4}}} |       |
| 90°        | {\displaystyle {\frac {\pi }{2}}}          | {\displaystyle 1}                                    |       |

{\displaystyle \sin {\frac {\pi }{60}}=\sin 3^{\circ }={\tfrac {1}{16}}\left[2(1-{\sqrt {3}}){\sqrt {5+{\sqrt {5}}}}+{\sqrt {2}}({\sqrt {5}}-1)({\sqrt {3}}+1)\right]\,}
{\displaystyle \sin {\frac {\pi }{30}}=\sin 6^{\circ }={\tfrac {1}{8}}\left[{\sqrt {6(5-{\sqrt {5}})}}-{\sqrt {5}}-1\right]\,}
{\displaystyle \sin {\frac {\pi }{20}}=\sin 9^{\circ }={\tfrac {1}{8}}\left[{\sqrt {2}}({\sqrt {5}}+1)-2{\sqrt {5-{\sqrt {5}}}}\right]\,}
{\displaystyle \sin {\frac {\pi }{15}}=\sin 12^{\circ }={\tfrac {1}{8}}\left[{\sqrt {2(5+{\sqrt {5}})}}-{\sqrt {3}}({\sqrt {5}}-1)\right]\,}
{\displaystyle \sin {\frac {\pi }{10}}=\sin 18^{\circ }={\tfrac {1}{4}}\left({\sqrt {5}}-1\right)}
{\displaystyle \sin {\frac {7\pi }{60}}=\sin 21^{\circ }={\tfrac {1}{16}}\left[2({\sqrt {3}}+1){\sqrt {5-{\sqrt {5}}}}-{\sqrt {2}}({\sqrt {3}}-1)(1+{\sqrt {5}})\right]\,}
{\displaystyle \sin {\frac {\pi }{8}}=\sin 22.5^{\circ }={\tfrac {1}{2}}({\sqrt {2-{\sqrt {2}}}})}
{\displaystyle \sin {\frac {2\pi }{15}}=\sin 24^{\circ }={\tfrac {1}{8}}\left[{\sqrt {3}}({\sqrt {5}}+1)-{\sqrt {2}}{\sqrt {5-{\sqrt {5}}}}\right]\,}
{\displaystyle \sin {\frac {3\pi }{20}}=\sin 27^{\circ }={\tfrac {1}{8}}\left[2{\sqrt {5+{\sqrt {5}}}}-{\sqrt {2}}\;({\sqrt {5}}-1)\right]\,}
{\displaystyle \sin {\frac {11\pi }{60}}=\sin 33^{\circ }={\tfrac {1}{16}}\left[2({\sqrt {3}}-1){\sqrt {5+{\sqrt {5}}}}+{\sqrt {2}}(1+{\sqrt {3}})({\sqrt {5}}-1)\right]\,}
{\displaystyle \sin {\frac {\pi }{5}}=\sin 36^{\circ }={\tfrac {1}{4}}[{\sqrt {2(5-{\sqrt {5}})}}]\,}
{\displaystyle \sin {\frac {13\pi }{60}}=\sin 39^{\circ }={\tfrac {1}{16}}[2(1-{\sqrt {3}}){\sqrt {5-{\sqrt {5}}}}+{\sqrt {2}}({\sqrt {3}}+1)({\sqrt {5}}+1)]\,}
{\displaystyle \sin {\frac {7\pi }{30}}=\sin 42^{\circ }={\frac {{\sqrt {6}}{\sqrt {5+{\sqrt {5}}}}-{\sqrt {5}}+1}{8}}\,}

## Numerisk beräkning
För små argument kan sinus effektivt approximeras med dess Taylorpolynom. Exempelvis ger uppskattningen
{\displaystyle \sin x\approx x-{\frac {x^{3}}{3!}}}
ett absolutfel mindre än 10-7 för |x| ≤ 0,1 och ett absolutfel mindre än 10-2 för |x| ≤ 1. Metoden är dock opraktisk för stora argument, eftersom flera stora inledande termer uppkommer innan serien konvergerar. Om x = 25 krävs exempelvis termer till och med 67:e ordningen för att erhålla en approximation som stämmer med en decimal. Konvergensen är visserligen snabb därefter, men kancelleringen av inledande termer med växlande tecken leder till stora fel vid bruk av flyttalsaritmetik. I fallet x = 25 resulterar en summering av Taylorserien bara i fem korrekta decimaler om 16 decimalers flyttal (double) används. Lämpligt är att i stället först subtrahera närmaste heltalsmultipel av 2π från argumentet, eller med hjälp av trigonometriska identiteter på annat sätt reducera argumentet så att det ligger i ett litet intervall nära 0.

## Tekniska tillämpningar

Sinusformad växelstorhet

Inom till exempel eltekniken är beskrivningar av sinusformade förlopp vanliga.
Ett allmänt sinusformat växelförlopp kan skrivas
{\displaystyle a={\hat {a}}\sin(\omega t+\alpha )=A{\sqrt {2}}\sin(\omega t+\alpha )\,}
där
{\displaystyle a}  är ögonblicksvärdet (momentanvärdet)
{\displaystyle {\hat {a}}}  är toppvärdet (maximivärdet, amplituden)
{\displaystyle \omega }  är vinkelfrekvensen i radianer per sekund
{\displaystyle t}  är tiden
{\displaystyle \alpha }  är fasvinkeln
{\displaystyle A}  är effektivvärdet
Tiden för en period, perioden eller periodtiden är
{\displaystyle T={\frac {2\pi }{\omega }}\,}
Antalet perioder per sekund, periodtalet eller frekvensen är
{\displaystyle f={\frac {\omega }{2\pi }}={\frac {1}{T}}\,}
På 1970-talet användes begreppet sinuseffekt för att mäta hur stark t ex en stereoförstärkare var. Sinuseffekt var ett strängare mått än musikeffekt. En och samma förstärkare kunde t ex ha 2 x 30 Watt musikeffekt och 2 x 20 Watt sinuseffekt då sinuseffekten mätte hur stark en mer kontinuerlig förstärkning kunde vara medan musikeffekten mätte toppbelastning.

## Historia och etymologi
Begreppet sinus härstammar från Indien, men ordet sinus från latin. I klassisk tid användes inte sinus utan en besläktad trigonometrisk funktion, kordan. De två funktionerna är sammankopplade genom att halva kordan för en vinkel är detsamma som sinus för halva den vinkeln. I Indien infördes sinusfunktionen, som från början betecknades med ett ord för halvkorda, jya-ardha, vilket emellanåt förkortades till jiva. När araberna övertog begreppet, översatte de inte det indiska ordet, utan lånade det i formen jiba. Emellertid missuppfattades detta av européer som läste arabiska texter, på grund av att den arabiska skriften saknade bokstäver för vokaler. Ordet jb lästes som det arabiska ordet jaib som betydde buk, vilket senare översattes till latin, som sinus vilket alltså bland annat betyder buk på latin. Det latinska ordet sinus användes också för dräktveck (vid bröstet), som kunde användas som en sorts ficka.